# Médiateur du service universel postal
Le médiateur du service universel postal est une fonction qui avait été créée en France en 2002. Il y a été mis fin en 2006. Le médiateur de la Poste a poursuivi les missions qui relevaient du médiateur du service universel postal. 
Yann Pétel a été nommé à ce poste en 2002.

## Description
La fonction était décrite dans le Code des postes et des communications électroniques.

### Art. R. 1-1-18
La Poste institue un médiateur rattaché directement au président et nommé par celui-ci pour une durée supérieure à deux ans. Le médiateur peut être saisi sans frais par les usagers dont les réclamations ont fait l'objet d'un rejet définitif. Il émet son avis dans un délai de deux mois sur les situations qui lui sont soumises.
Le médiateur dispose des moyens nécessaires à l'accomplissement de sa mission. Il ne peut être démis que pour faute grave et avec l'accord du conseil d'administration.
Il publie des recommandations et transmet chaque année un bilan statistique et qualitatif de son activité au président de La Poste, au ministre chargé des postes et à l'Autorité de régulation des communications électroniques et des postes.

### Art. R. 1-1-9
L'usager du service universel est informé, par affichage dans chaque point de contact, des modalités de réclamation et des conditions de dédommagement. Il y dispose de formulaires de réclamation. La réclamation fait l'objet d'un enregistrement nominatif et donne lieu à un accusé de réception indiquant le délai de réponse. Le délai de réponse à une réclamation relative à un envoi national ne peut être supérieur à deux mois à compter de la réception de la réclamation assortie des justificatifs. Le traitement de la réclamation par le prestataire du service universel est gratuit pour l'usager.
Si l'usager n'est pas satisfait de la réponse donnée à titre définitif à sa réclamation, il peut, sans préjudice de toute autre voie de recours, saisir le médiateur de La Poste institué en application de l'article R. 1-1-18.